# Montreuil-sur-Maine
 Montreuil-sur-Maine  es una comuna y población de Francia, en la región de Países del Loira, departamento de Maine y Loira, en el distrito de Segré y cantón de Le Lion-d'Angers.
Su población en el censo de 1999 era de 558 habitantes.
Está integrada en la Communauté de communes de la Région du Lion-d'Angers .

## Demografía
| 438 | 381 | 338 | 380 | 469 | 558 |
| Para los censos de 1962 a 1999 la población legal corresponde a la población sin duplicidades (Fuente: INSEE [Consultar]) |     |     |     |     |     |